# علي الجابري (إعلامي)
د. علي جبار حسين الجابري إعلامي عراقي من مواليد 29 يوليو 1971. حاصل على شهادة الدكتوراة في الإعلام عن اطروحته الموسومة الوظيفة السياسية للقنوات الفضائية العربية، كما سبق له الحصول على شهادة الماجستير في الاعلام عن قناة أبوظبي الفضائية.
يعمل معدا ومقدما رئيسيا للبرامج السياسية في قناة أبو ظبي الفضائية (مقدم برنامجي المدار وبصريح العبارة)..بالإضافة إلى تقديم نشرات الأخبار
بدا عمله الاعلامي في مجال الصحافة عام 1990 في جريدة صوت الطلبة العراقية.. وتراس تحرير عددا من الصحف العراقية اخرها جريدة الاتحاد البغدادية..وحصل على لقب أفضل اعلامي عراقي شاب عام 1999 في استفتاء اجرته نقابة الصحفيين العراقيين
بدا مشواره الاذاعي والتلفزيوني في اذاعة وتلفزيون العراق معدا ومقدما للبرامج الحوارية والسياسية ومنها برنامج بلا حدود وبرنامج حديث الساعة وبرنامج حديث الناس وبرنامج خطوط ساخنة.. وأصبح معاونا لمدير اذاعة الشباب ثم مديرا لقناة المسلسلات في العراق حتى عام 2003.. ثم مراسلا لعدد من القنوات العربية الفضائية في بغداد..وغطى أحداث الحرب الأمريكية على العراق 2003
انتقل بعدها للإقامة في أبو ظبي عام 2006 ليواصل مشواره الاعلامي مع قناة أبوظبي الأولى الفضائية
له مؤلفات عديدة في مجال السياسة والاعلام ابرزها:
1- كتاب اسرار الساعات الأخيرة قبل سقوط بغداد
2- كتاب صناعة الأخبار في الفضائيات العربية - قناة أبو ظبي نموذجا
3- كتاب الوظيفة السياسية للقنوات الفضائية العربية..
4- كتاب الأخبار في الصحافة والتلفزيون
ويكتب مقالات في صحف عربية بارزة داخل وخارج الوطن العربي حيث نشر مئات المقالات السياسية والدراسات والبحوث
عمل محاضرا في كلية الإعلام بجامعة عجمان للعلوم والتكنولوجيا في دولة الإمارات العربية المتحدة وقبلها في كلية الرافدين الجامعة في بغداد.